# Your Problem
Your Problem är det svenska alternativ metal-bandet Psycores debutalbum, utgivet i augusti 1998 på V2 Records. Tre singlar i varierande format släpptes: "I Go Solo", "Fullblood Freak" och "Medication".
En musikvideo spelades in till "I Go Solo".

## Låtlista
1. "I Go Solo"
2. "Dedicated Enemy"
3. "Fullblood Freak"
4. "Circus"
5. "Chocolate Milkshake"
6. "AgainAndAgain"
7. "Medication"
8. "Enemy Aftermath"
9. "Tune In-Turn On-Drop Dead"
10. "The Fullblood Sequel"
11. "Driven"
12. "No Money-No Manners-No Mercy"

## Medverkande
Musiker
- Markus Jaan – sång
- Carlos Sepulveda – gitarr
- Hansi Baumgartner – basgitarr
- Hans Wilholm – trummor

Produktion
- Psycore – producent
- Hans Asteberg – mixning
- Paul Bothén – mixning
- Psycore – mixning
- Kristian "Rizza" Isaksson – mixning
- Mia Lorentzson – mastering
- Pål Eneroth – grafisk design
- Stefan Holm – foto